# N’Guelbély
N’Guelbély (auch: N’Guel Beily, N’Guelbélly, Nguel Bély, N’Guelbeyli, N’Guel Beyli) ist eine Landgemeinde im Departement Maïné-Soroa in Niger.

## Geographie
N’Guelbély liegt in der Landschaft Manga in der Sahelzone. Die Nachbargemeinden sind Tesker im Norden, N’Gourti im Nordosten, Foulatari im Osten, Maïné-Soroa im Süden und Goudoumaria im Südwesten.
Bei den Siedlungen im Gemeindegebiet handelt es sich um 80 Dörfer, 38 Weiler und 81 Lager. Der Hauptort der Landgemeinde ist das Dorf N’Guelbély. Auf 34 Siedlungen in N’Guelbély erhebt die Nachbargemeinde Foulatari Anspruch, umgekehrt beansprucht N’Guelbély 45 Siedlungen in Foulatari.
Im Süden hat die Gemeinde Anteil an der weitläufigen Zone der fruchtbaren Mulden von Maïné-Soroa.

## Geschichte
Die Landgemeinde N’Guelbély entstand als Verwaltungseinheit im Jahr 2002 im Zuge einer landesweiten Verwaltungsreform, als das Gebiet des Kantons Maïné-Soroa auf die Gemeinden Foulatari, Maïné-Soroa und N’Guelbély aufgeteilt wurde.
Die Regionalhauptstadt Diffa wurde im Februar 2015 von der dschihadistischen Terrorgruppe Boko Haram aus Nigeria angegriffen. Bereits seit Mai 2013 waren wegen der Aktivitäten von Boko Haram etwa 150.000 Menschen aus dem Nachbarland Nigeria nach Diffa geflüchtet. Nunmehr gehörte N’Guelbély zu den Orten, die Flüchtlinge aus Diffa aufnahmen. Im Januar 2021 betrug die Gesamtzahl der von Zwangsmigration betroffenen Personen in N’Guelbély 893.

## Bevölkerung
Bei der Volkszählung 2012 hatte die Landgemeinde 21.976 Einwohner, die in 2.987 Haushalten lebten. Bei der Volkszählung 2001 betrug die Einwohnerzahl 1.000 in 173 Haushalten.
Im Hauptort lebten bei der Volkszählung 2012 973 Einwohner in 102 Haushalten, bei der Volkszählung 2001 294 in 51 Haushalten und bei der Volkszählung 1988 981 in 170 Haushalten.
In ethnischer Hinsicht ist die Gemeinde ein Siedlungsgebiet von Tubu, Fulbe und Arabern.

## Politik
Der Gemeinderat (conseil municipal) hat 11 Mitglieder. Mit den Kommunalwahlen 2020 sind die Sitze im Gemeinderat wie folgt verteilt: 9 MNSD-Nassara und 2 PNDS-Tarayya.
Jeweils ein traditioneller Ortsvorsteher (chef traditionnel) steht an der Spitze von 52 Dörfern in der Gemeinde, darunter dem Hauptort.

## Wirtschaft und Infrastruktur
Die Gemeinde liegt am Übergang der Zone des Agropastoralismus des Südens zur Zone der reinen Weidewirtschaft des Nordens. Die Fulbe-Viehzüchter von N’Guelbély, Foulatari und Boutti wandern saisonal in der Trockenzeit mit ihren Herden in ein Gebiet nördlich von Gouré. Dorthin ziehen sie sich auch im Fall außergewöhnlicher Dürren oder bei einer Verschlechterung der Sicherheitslage zurück. Im Hauptort N’Guelbély befindet sich ein staatliches Zentrum für Weidewirtschaft. Im Dorf Goudéram gibt es einen Viehmarkt. Der Markttag ist Freitag. Im Hauptort ist ein Gesundheitszentrum des Typs Centre de Santé Intégré (CSI) vorhanden. Beim Centre de Formation aux Métiers de N’Guelbély (CFM N’Guelbély) handelt es sich um ein Berufsausbildungszentrum.